# フランシスコ・フェルナンデス・ロドリゲス
ガジェゴ（Gallego）ことフランシスコ・フェルナンデス・ロドリゲス（Francisco Fernández Rodríguez、1944年3月4日 - ）は、スペイン・アンダルシア州プエルト・レアル出身の元同国代表サッカー選手。ポジションはDF。

## クラブ経歴
1961年、セビージャFCでプロデビュー。
1963-64シーズンからレギュラーに定着し、1965年5月に700万ペセタでFCバルセロナへと移籍した。
バルセロナでは10シーズンもの間クラブの中心選手としてプレーし、公式戦300試合以上に出場した。
1975年、ラ・リーガに昇格してきた古巣セビージャFCに復帰し、1980年に現役を引退した。

## 代表経歴
スペイン代表デビューする前の1964年に開催された1964 欧州ネイションズカップの代表メンバー入りを果たしたが、この大会での出番はなかった。
1966年7月13日、1966 FIFAワールドカップのグループステージ開幕戦であるアルゼンチン代表戦にて、スペイン代表デビューを果たしたものの、ルイス・アルティメに2得点を許し、2-1で敗北した。

## タイトル

### クラブ
FCバルセロナ
- ラ・リーガ : 1回 (1973-74)
- コパ・デル・レイ : 2回 (1967-68, 1970-71)
- インターシティーズ・フェアーズカップ : 2回 (1965-66, 1971)

### 代表
スペイン代表
- UEFA欧州選手権 : 1回 (1964)